# Jeanne Baret
Jeanne Baret soms ook geschreven als Baré (La Comelle, 27 juli 1740 - Saint-Aulaye, 5 augustus 1807) was een Franse botaniste en de eerste vrouw die rond de wereld reisde.

## Biografie
Baret verloor haar ouders op jonge leeftijd en kwam zo in dienst bij botanicus Philibert Commerson. Toen Commerson in 1767 mee kon op een expeditie van Louis Antoine de Bougainville op de schepen 'La Boudeuse' en 'L'Étoile' nam hij Baret mee als zijn hulp. Omdat vrouwen niet toegelaten waren aan boord, vermomde Baret zich als man en gebruikte ze de naam "Jean". Gedurende deze reis verzamelden ze 6000 planten.
Nadat de kapitein ontdekte dat Baret een vrouw was, werden Commerson en Baret op het eiland Mauritius achtergelaten. Commerson overleed enige tijd later; Baret huwde er met de Franse soldaat Jean Dubermat met wie ze terugkeerde naar Frankrijk. Als erkenning voor het werk ontving Baret een pensioen van de koning.

## Eerbetoon
- Een pensioen van de staat.
- Een solanumsoort (Solanum baretiae) werd naar haar genoemd.[5]